# Claude Kayat
Claude Kayat, né le 24 juillet 1939 à Sfax (Tunisie), est un écrivain, dramaturge et artiste peintre franco-suédois.

## Biographie
Sa famille quitte la Tunisie en 1955 pour Israël, où il réside pendant trois ans.
Depuis 1958, il vit à Stockholm, en Suède, où il a terminé ses études ; il s'y marie, a des enfants, et enseigne en tant que professeur de français et d'anglais.
Parallèlement, il mène une carrière de romancier en langue française, langue qu'il a toujours considérée comme sa langue maternelle, sans jamais avoir vécu dans le pays.
Dans son écriture, Claude Kayat explore des concepts comme l'acculturation des Juifs nord-africains, les tensions entre modes de vie traditionnel et occidentalisé ou encore le nationalisme et le fanatisme. Il a également écrit 21 pièces de théâtre en français et en suédois.

## Publications
- Mohammed Cohen[1], Le Seuil, 1981 (prix Afrique méditerranéenne 1982)
- Les Cyprès de Tibériade[1], La Table Ronde, 1987 (prix du rayonnement de la langue et de la littérature françaises)
- Le Rêve d'Esther[1], La Table Ronde, 1989
- L'Armurier[1], Le Seuil, 1997 (prix Ève-Delacroix de l'Académie française)
- Hitler tout craché[1], L'Âge d'Homme, 2000
- Le Treizième Disciple[1], De Fallois, 2002
- La Synagogue de Sfax[1], Punctum, 2007
- Le Café de Mme Ben Djamil, 2012
- La Paria, Maurice-Nadeau, 2019

## Expositions artistiques
- 2008 : Galerie Paname, Stockholm[2]
- 2009 : Håfors Galerie
- 2009 : Cosmopolitan Galleri, Göteborg
- 2010 : Rönnells, Stockholm
- 2011 : Chaikhana, Stockholm